# 大学广场 (卡塔尼亚)
37°30′13″N 15°05′14″E / 37.50363°N 15.08716°E

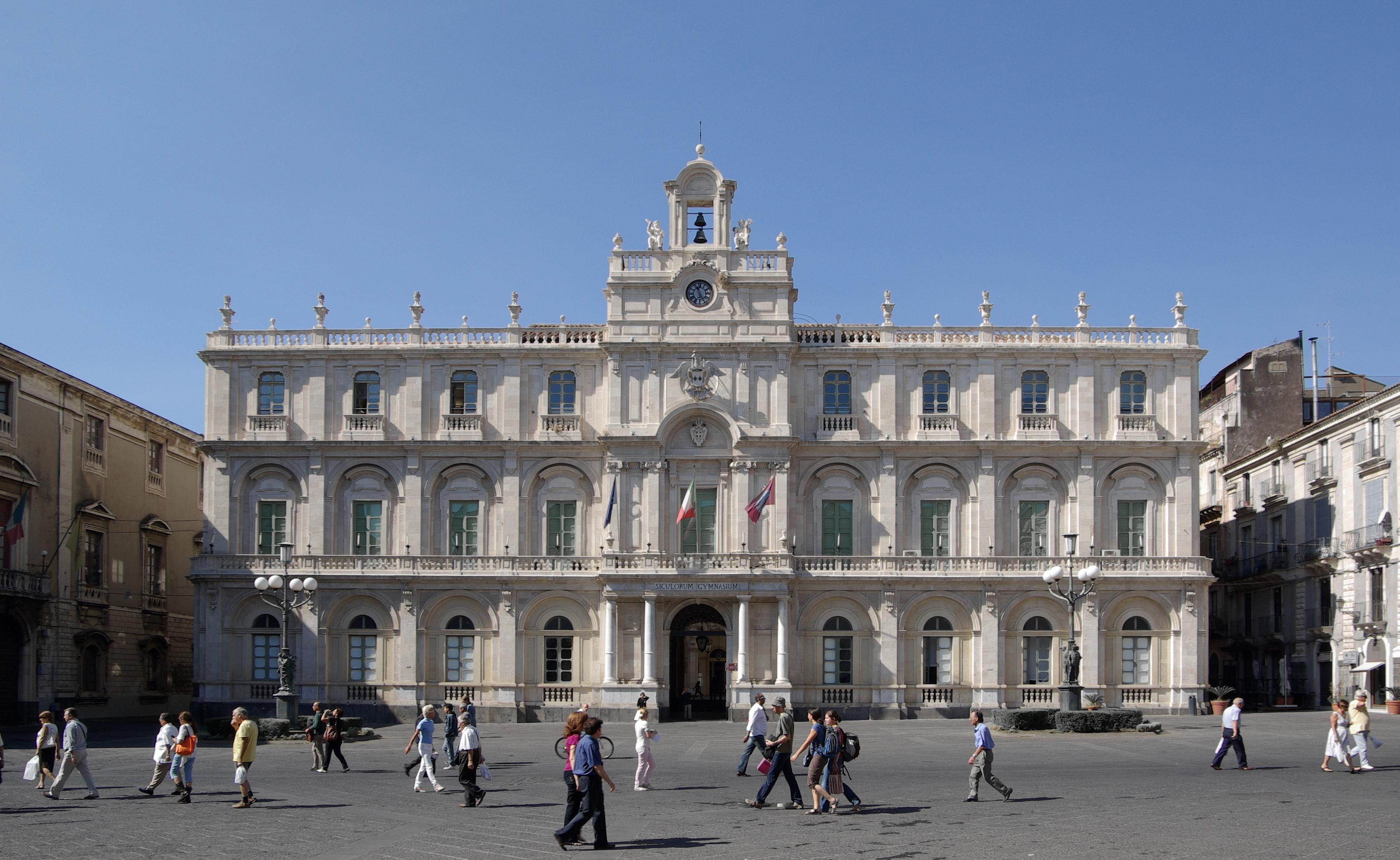
大学宫

大学广场（Piazza dell'Università）位于卡塔尼亚的埃特纳街沿线，距离主教座堂广场不到一百码，是古城区最壮观的广场之一。

## 历史
大学广场存在至少可以追溯到1696年。当时在其西侧重建毁于1693年地震的大学宫。。
广场东侧，大学宫对面，是圣朱利亚诺宫（建于1738年）。
广场南侧，为大象宫（Palazzo degli Elefanti），即市政厅的背面。
广场北侧为焦埃尼宫（Palazzo Gioeni）。
在广场上于1957年插入4个青铜艺术烛台，代表卡塔尼亚古代四大传说。伽马齐塔、武士乌泽达、皮伊兄弟和科洛皮斯。